# Všenorský potok
Všenorský potok je pravým přítokem Berounky. Pramení východně od obce Řitka (tou rovněž i prochází) v okrese Praha-západ, protéká pod Černolicemi (tvoří hranici Černolic a Jíloviště) a ve Všenorech ústí do Berounky. Potok vytvořil v průběhu času ve svém dolním toku hluboké údolí s četnými skalami, které je zároveň přirozenou hranicí mezi Studenskou a Kopaninskou vrchovinou, dvěma geomorfologickými celky brdských Hřebenů. 
Potok je na několika místech přehrazen.
Pod Černolicemi vtéká potok mezi skály. Z nich je nejvýznamnější Slepucha na pravém břehu. V celé délce podél něj vedou schůdné cesty. Pod Černolicemi u Slepuchy křižuje jeho údolí červená turistická značka, která vede přes celé Brdy. Částí potočního údolí prochází naučná stezka Putování Černolickem. 